# صاروخ متعدد المراحل

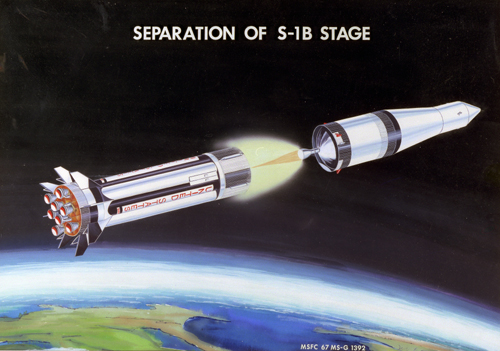
رسم توضيحي: فصل أحد المراحل للصاروخ ساتورن ون بي Saturn IB.

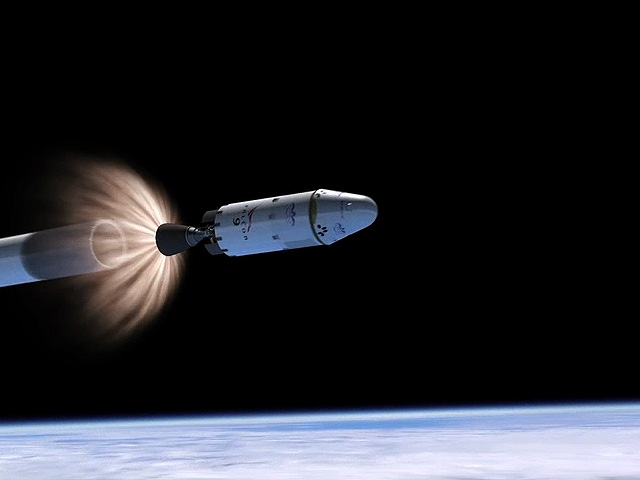
رسم توضيحي: انفصال أحد المراحل لصاروخ فالكون 9

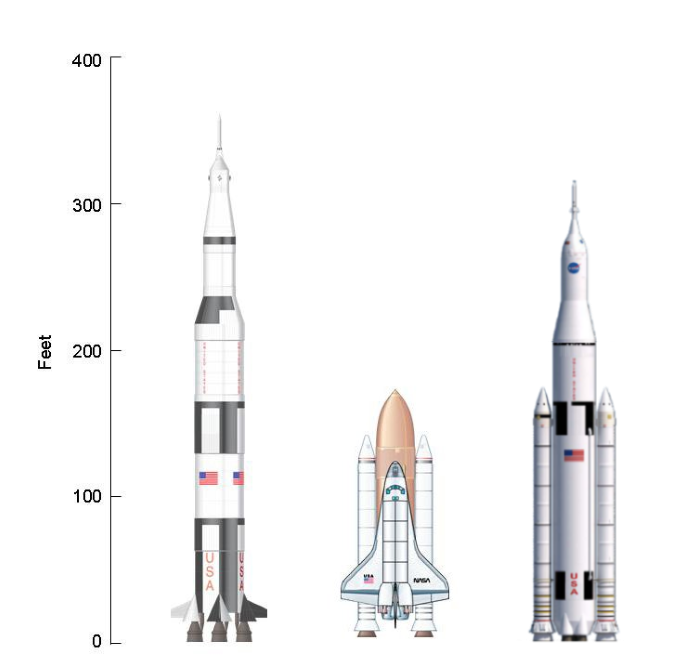
مقارنة أحجام الصواريخ:(من اليسار) ساتورن 5, مكوك الفضاء و نظام إقلاع للفضاء

صاروخ متعدد المراحل (بالإنجليزية: Multistage rocket)‏ هو صاروخ يتكون من مرحلتين (أي جزئين أو قسمين) أو أكثر، وكل مرحلة لها وقودها ومحركاتها الخاصة. المراحل قد توضع فوق أو جنب بعضها البعض وهذا ينتج لنا صاروخين أو أكثر مكدسة فوق أو جنب بعضها البعض. المرحلة الأولى تكون في الأسفل وعادة ما تكون هي الأكبر، والمراحل اللاحقة تأتي فوقها ويتناقص حجمها تدريجيا. مع انطلاق الصاروخ يبدأ الوقود بالاحتراق في المرحلة الأولى حتى ينفذ وعندها تنفصل المرحلة الأولى ويتكرر هذا الأمر وصولا إلى المرحلة الأخيرة، وتتناقص كتلة الصاروخ تدريجيا مما يسمح له بالوصول إلى ارتفاعه وسرعته النهائية.
في الغالب تكون المراحل فوق بعضها البعض ، وتكون المرحلة الأولى هي الأكبر وزنا حيث تحمل الجزء الأكبر من الوقود لرفع مرحلتين أوثلاثة مراحل. المرحلة الثانية تليها في الوزن ، ثم المرحلة الثالثة وتكون الأصغر. يستنفذ خلال المرحلة الأولى وقود المرحلة الأولى، فهي ترفع نفسها بالإضافة إلى وزني المرحلة الثانية والثالثة. بعد نفاذ وقود المرحلة الأولى يتم فصل المرحلة الأولى وتلقي في المحيط، حيث أن خزانات الوقود بها قد فرغت ولا حاجة لرفع محركات لا يعمل وخزانات وقود فارغة. بذلك يصبح من السهل عند تشغيل محركات المرحلة الثانية تسريع الصاروخ وعليه المرحلة الثالثة والحمولة المرغوب رفعها. تزداد سرعة المرحلة الثانية وبذلك تصل إلى ارتفاع أكبر . بعد انتهاء الوقود للمرحلة الثانية ترمى أيضا وتحترق في الغلاف الجوي للأرض. وتبدأ المرخلة الثالثة لكي تصل المرحلة الثالثة بالحمولة إلى مدار حول الأرض ، وتنفصل على الحمولة. الحولة قد تكون قمرا صناعيا أو مركبة فضائية .
جميع الأقمار الصناعية تم توصيلها إلى مداراتها بواسطة صواريخ متعددة المراحل. مداراتها تكون في العادة قريبة من الأرض ( على ارتفاع نحو 400 كيلومتر فوق سطح الأرض، أي فوق الغلاف الجوي، وهذا الارتفاع يعتبر مدارا منخفضا .) على هذا الارتفاع يتم القمر الصناعي دورة حول الأرض كل نحو 90 دقيقة.

انفصال المرحلة الثالثة لصاروخ دلتا 2

هناك أيضا مدارات مهمة حول الأرض ترغب منها أن تتموضع في الفضاء فوق مكان معين على سطح الأرض ، بمعنى أن القمر الصناعي يكون ثابتا فوق موضع ارضي معين (مثل مدينة على سبيل المثال)، مثل هذا القمر الصناعي يتم دورة حول الأرض كل 24 ساعة ؛ ولهذا يكون ارتفاعة أكبر بكثير عن المدار القريب من الأرض. ارتفاع القمر الصناعي المتموضع فوق مدينة معينة على الأرض يكون على ارتفاع نحو35.000 كيلومتر. ويتم دورة حول الأرض كل 24 ساعة، بها يحافظ على موقعه فوق المدينة.

انفصال المراحل خلال انطلاق صاروخ عابر للقارات من الولايات المتحدة الأمريكية (عسكري) ال جي ام 30 مينتمان نوع III

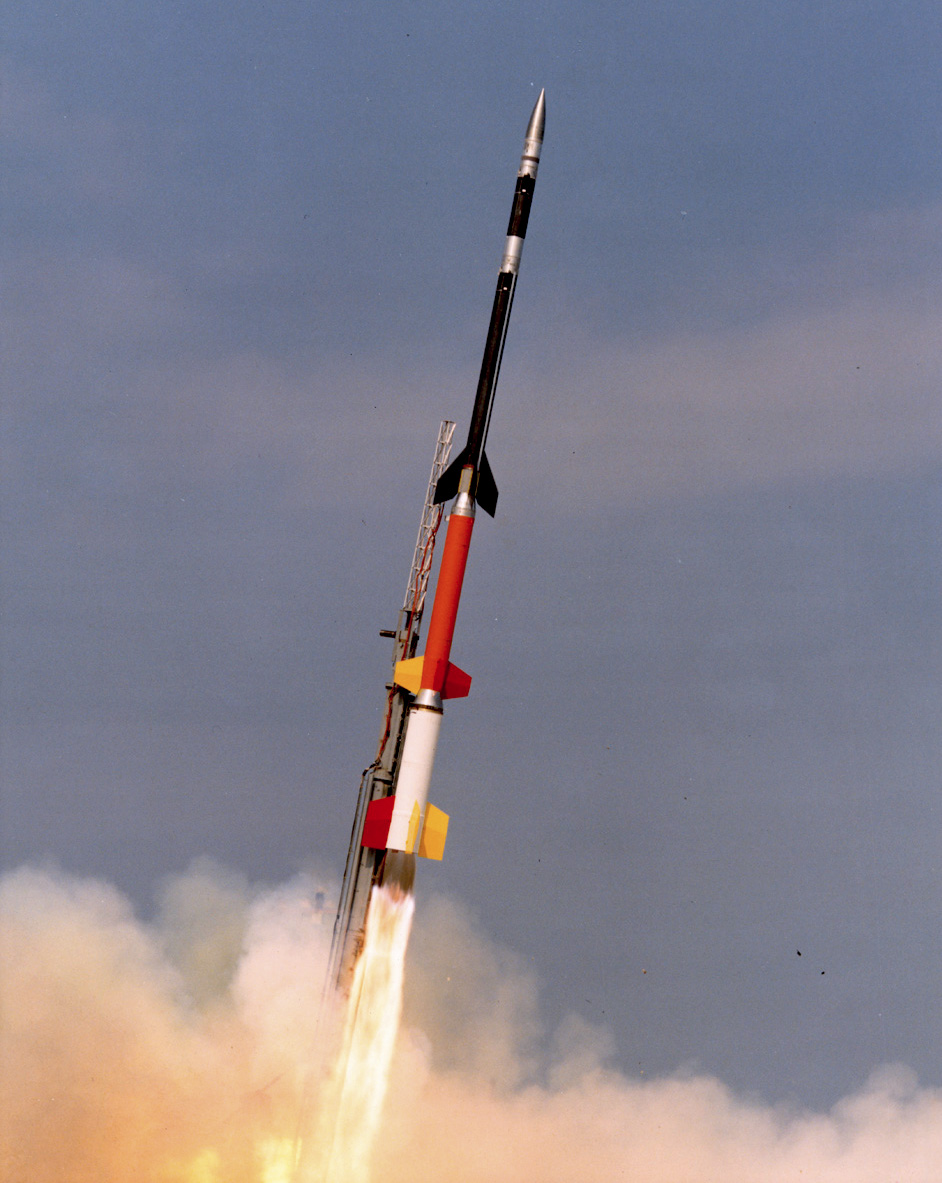
إطلاق الصاروخ بلاك برانت 12 وهو صاروخ تجارب متعدد المراحل.

## اقرأ أيضا
- بومبر 8 (صاروخ)
- H3 (صاروخ)